# Зигмаринген
Зигмаринген (нем. Sigmaringen, алем. нем. Semmerenga) — город в Германии, районный центр, расположен в земле Баден-Вюртемберг.
Подчинён административному округу Тюбинген. Входит в состав района Зигмаринген. Население составляет 16 252 человека (на 31 декабря 2010 года). Занимает площадь 92,85 км². Официальный код — 08 4 37 104.
Город подразделяется на 6 городских районов.

## История
До 1849 года — столица княжества Гогенцоллерн-Зигмаринген, управляемого католической ветвью Гогенцоллернов (с 1866 — правящая династия в Румынии). Достопримечательность — живописный родовой замок династии Зигмаринген.
В 1944—1945 годах — место эвакуации правителей и сторонников режима Виши, описанной в книге Луи-Фердинанда Селина «Из замка в замок».

## Известные жители и уроженцы
- Фиделий Сигмарингенский (1577—1622) — святой Римско-Католической Церкви.
- Бильхарц, Теодор (1825—1862) — немецкий врач, пионер в паразитологии.
- Кебах, Карл Антонович (1799—1851) — ботаник, растениевод, садовод.

## Документальные фильмы
- 2017 — Зигмаринген. Последнее пристанище / Sigmaringen, le dernier refuge (реж. Серж Моати / Serge Moati)

## Фотографии

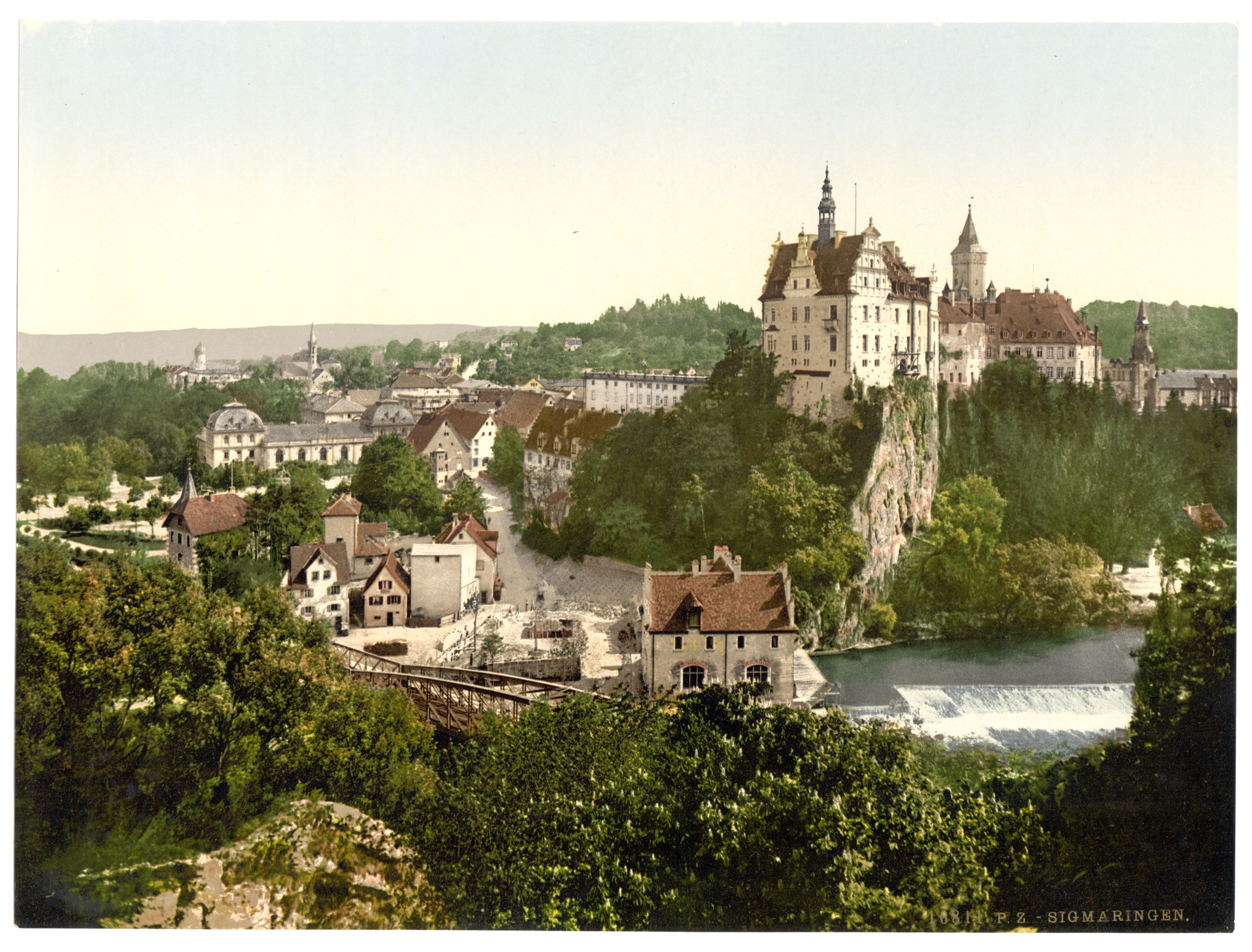
Замок
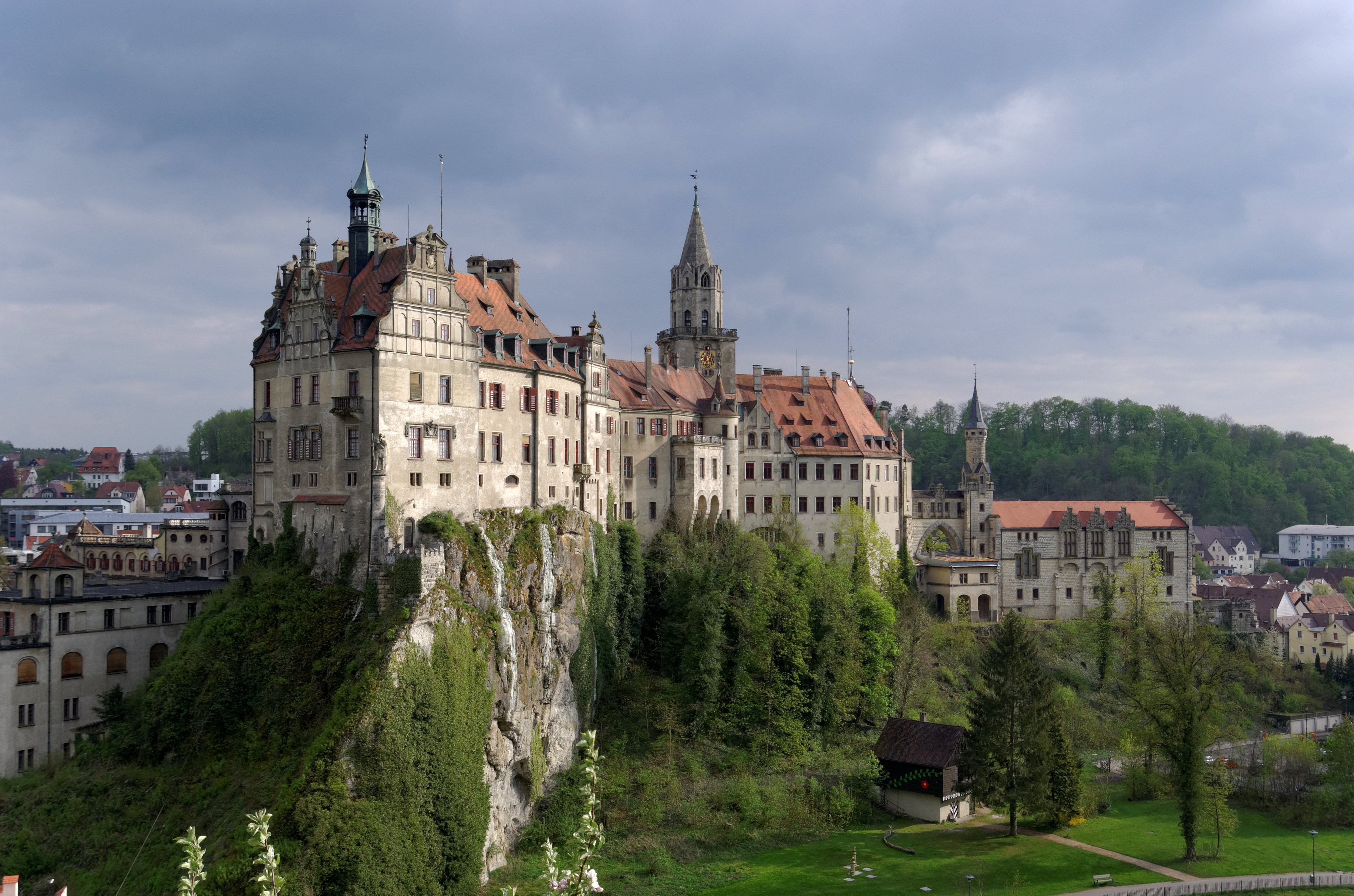
Замок
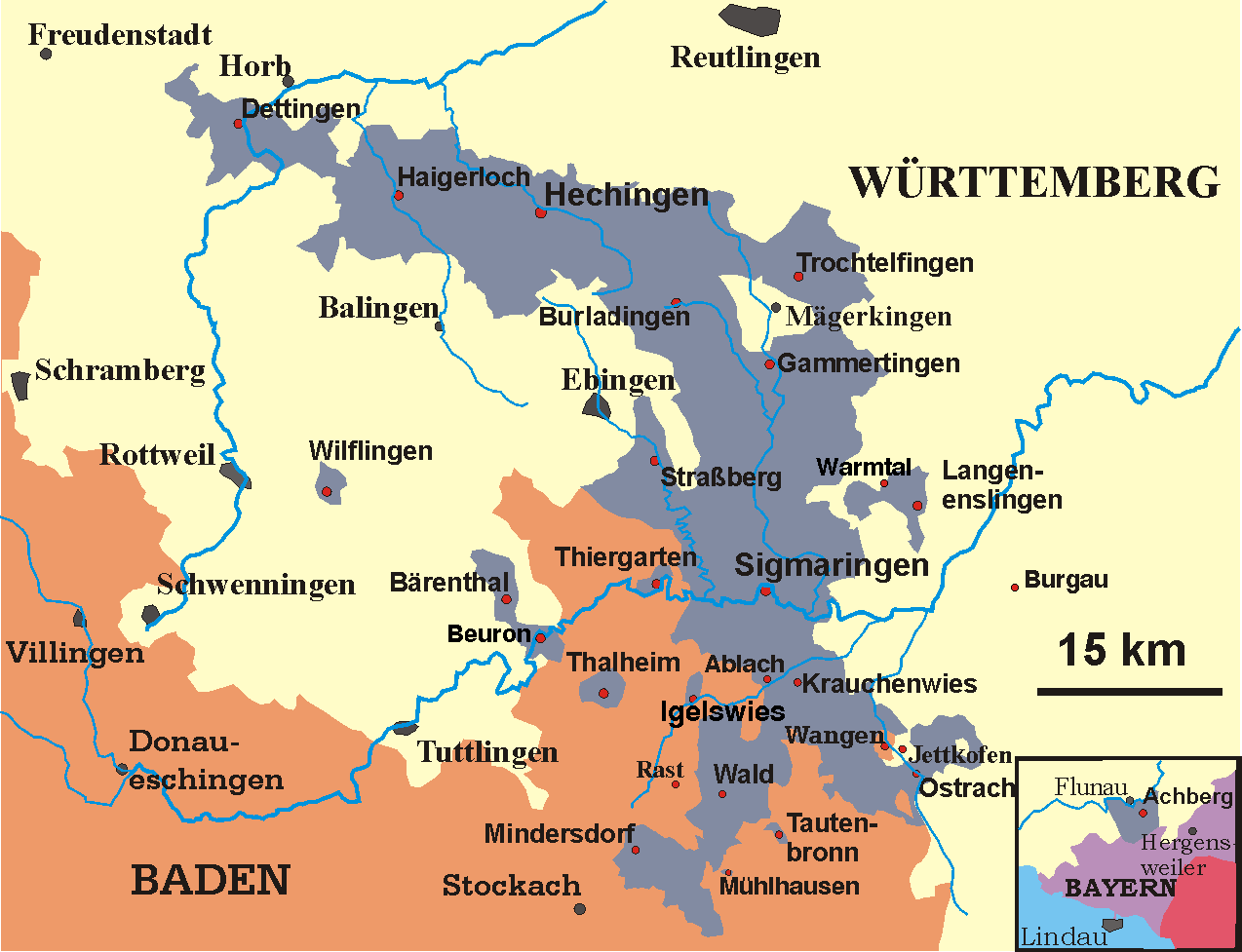
Княжество Гогенцоллерн после 1894 года
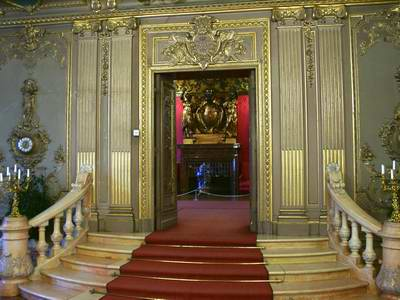
Замок